# Kamilya Jubran
Kamilya Jubran, em árabe: كميليا جبران, (Acre, 1963) é uma cantora, compositora e musicista palestina.

## Biografia
Kamilla Jubran nasceu em Acre (Akka), em 1963, em uma família de palestinos. Seu pai, Elias, era professor de música e criador de instrumentos de música tradicionais palestinos, como oud. Seu irmão, Khaled também é músico. Jubran e sua família participaram do documentário Telling Strings (2007) que mostra as diferenças entre gerações e identidade cultural em Israel.
Mudou-se para Jerusalém em 1981 para estudar Serviço Social na Universidade Hebraica de Jerusalém. Foi lá que Jubran descobriu sua autoproclamada "identidade", "história" e "herança". Depois de ser apresentado a Said Murad, fundador do grupo musical Sabreen, Jubran se juntou ao grupo em 1982 e se tornou o único membro palestino nascido em Israel. 
Em 2002, mudou-se para a Europa.

## Carreira
Jubran toca oud e qanun, entre outros instrumentos. De 1982 a 2002, ela foi a cantora principal do Sabreen, um grupo musical árabe com sede na Jerusalém Oriental ocupada. Desde 2002, segue carreira solo e colaborou com uma série de músicos europeus.
Em junho de 2013, participou ao lado de Tom Morello, guitarrista da banda Rage Against the Machine, e Julian Assange, fundador do WikiLeaks, como artista convidada na música Multi Viral, do grupo Calle 13.

## Discografia
Sabreen
- Dukhan al-Barakin (1984)
- Mawt al-Nabi (1988)
- Jayy al-Hamam (1994)
- Ala Fein (2000)

Solo
- Wameedd (2006)
- Wanabni (2010)
- Makan (2009)
- Nhaoul' (2013)